# Karekatte, Mandya
Karekatte là một làng thuộc tehsil Mandya, huyện Mandya, bang Karnataka, Ấn Độ.